# Angrebet på Suez-kanalen
Angrebet på Suez-kanalen fandt sted mellem 26. januar og 4. februar 1915 efter at en tysk ledet osmannisk hærstyrke var trængt frem fra det sydlige Palæstina for at angribe den britisk-beskyttede Suez-kanal inden Sinai og Palæstina-felttoget under 1. verdenskrig.
Betydelige osmanniske styrker krydsede Sinai-halvøen, men deres angreb slog fejl, primært på grund af stærke forsvarsstillinger og opmærksomme forsvarere.

## Baggrund
Siden kanalens åbning i 1869 havde den haft en vigtig plads i britisk politik. Den udgjorde en forbindelseslinje og fungerede som militærbase med veludstyrede havne i Alexandria og Port Said, som gjorde området yderst nyttigt. Briternes popularitet var imidlertid dalende i Egypten, da folket var mod besættelsen, og at et fremmed folk og religion havde kontrol over landet.
Konstantinopelkonventionen, som de europæiske stormagter havde underskrevet i 1888, garanterede fri sejlads på Suezkanalen. I august 1914 blev Egypten forsvaret af 5.000 mand.

## Forspil
Abbas Hilmi, den egyptiske Khediv, som havde modsat sig den britiske besættelse, var ude af landet, da krigen begyndte. Da Storbritannien erklærede Egypten for et protektorat den 18. december 1914, afsatte de Abbas Hilmi og indsatte prins Hussein Kamel som Sultan af Egypten. Befolkningen godtog disse ændringer, mens krigens udfald var ukendt og kampene var i gang.
Fra 2. august 1914, hvor de osmanniske arméer begyndte at mobilisere, planlagde brigadegeneral Zekki Pasha, som havde kommandoen over 4. osmanniske armé i Damaskus, et angreb på Suezkanalen med støtte fra Djemal Pasha, som var øverstkommanderende i Syrien og Palæstina.
Den første træfning fandt sted den 20. november 1914, da 200 beduiner angreb en 20-mands patrulje fra Bikanir kamelkorpset ved Bir en Nuss 30 km øst for Qantara. Kamelkorpset mistede over halvdelen af patruljen. I december blev al-Arish besat af en osmannisk styrke, og forsvaret af Suezkanalen blev organiseret. Det havde inden krigen været foreslået, at en kamelstyrke skulle holde Nekhel lige syd for og i centrum af grænsen mellem det Osmanniske Rige og Egypten. Vanskelighederne ved at holde en sådan kamelstyrke forsynet fra baser vest for Suez-kanalen blev erkendt, da det blev besluttet, at kanalen var den "oplagte" forsvarslinje i det østlige Egypten."

### Forsvaret af Suezkanalen
Den 160 km lange kanal havde en jernbane, som løb hele vejen langs den og blev forsynet med vand bag den, mens der kun var brakvandsbrønde foran den. Omkring 50 km af kanalen bestod af Bittersøen og Timsah-søen, som afgrænsede de tre forsvarsområder:
1. Suez til Bittersøen
2. Deversoir til El Ferdan
3. El Ferdan til Port Said, med hovedkvarter og en hovedreserve ved Ismailia mens små enheder bevogtede Ferskvandskanalen og Zagazig forsyningsdepotet på hovedvejen mellem Ismailia og Cairo.[13]

Det nordlige stykke af kanalen blev forkortet med 30 km ved at gennembryde kanalbredden ved Port Said den 25. november og oversvømme en del af ørkenen, som strakte til sig til El Kab. Et andet større gennembrud på den asiatiske side blev gennemført den 2. januar nord for Qantara, og mindre gennembrud fulgte mellem Qantara og Ismailia.
Den 15. januar 1915
Sektor I Hovedkvarter ved Suez
30. indiske brigade)
1. eskadron af Imperial Service kavaleribrigaden
1. kompagni af Bikaner kamelokrpset
et halvkompagni af sappere og minører
1 artilleribatteri
1 indisk feltambulance
De var fordelt på Esh Shat, Baluchistan, El Kubri, Gurkha, Shallufa, Geneffe og Suez.
Sektor II Hovedkvarter ved Ismailia gamle lejr
22. brigade
28. indiske brigade
1. eskadron af Imperial Service kavaleribrigaden
Bikaner kamelkorpset (undtagen 3½ kompagnier)
maskingeværsektion fra det egyptiske kamelkorps
1 Brigade feltartilleri
1 batteri indisk bjergartilleri
2 feltambulancer
De var fordelt på Deversoir, Serapeum øst, Serapeum vest, Tussum, Gebel Mariam, Ismailia færgen og Ismailias gamle lejr.
Sektor III Hovedkvarter ved Qantara
29. indiske brigade
1 bataljon af 22. brigade
1 eskadron af Imperial Service kavaleribrigade
et halvkompagni af sappere og minører
2 batterier feltartilleri
26. batteri bjergartilleri
Pansret tog med et halvkompagni indisk infanteri
Territorial radiosektion
Indisk feltambulance
Sanitærenhed
De var fordelt på Ballah, Qantara øst, Qantara vest, El Kab, Tina, Ras El Esh, Saltværket, Nye kanalværk og Port Said.
- Zagazigs fremskudte militærdepot blev forsvaret af en bataljon fra 32. Imperial Service brigade
- Ferskvandskanalen og jernbanen blev forsvaret af en trop fra Imperial Service kavaleribrigade, et halvkompagni fra Birkanir kamelkorps og et halvkompagni indisk infanteri
- Hovedreserven ved Moascar bestod af:

31. indiske brigade
32. (Imperial Service) brigade
Imperial Service kavaleribrigade (undtagen 3 eskadroner og en trop)
1 egyptisk ingeniørsektion (kameler)
1 batteri egyptisk bjergartilleri
2 sektioner feltartilleri ved kavaleribrigaden
3 indiske feltambulancer. Denne styrke blev støttet af krigsskibe i kanalen og på søerne.
Ved denne række af poster var der skyttegrave med sandsække, som var beskyttet af pigtråd. På kanalens østbred dækkede de fortrinsvis færger med et større brohoved ved Ismailiafærgen. Tre flydebroer blev bygget ved Ismailia, Kubri og Qantara. På vestbredden var der lavet skyttegrave med mellemrum mellem posterne.
Disse forsvarsstillinger blev understøttet af tilstedeværelsen i kanalen af HMS Swiftsure, HMS Clio, HMS Minerva den armerede handelskrydser HMS Himalaya og HMS Ocean ved henholdsvis Qantara, Ballah, Sallufa, Gurka Post og Esh, mens den franske krydser D'Entrecasteaux lå lige nord for Store Bittersø, HMS Proserpine Port Said, det indiske krigsskib Hardinge syd for Timsah-søen og nord for Tussum og det franske kystforsvarsskib Requin i Timsah-søen. Kanalen var lukket for skibsfart hver nat mens den var truet.
To bataljoner af 32. (Imperial Service) brigade var indsat nord for Timsah-søen til Ballah i Sektor II under kommando af brigadegeneral H.D. Watson, mens den newzealandske infanteribrigade mens Otago og Wellington bataljonerne forstærkede Sektor I.
Til at beskyttet deres strategiske interesser havde briterne i januar 1915 samlet omkring 70.000 mand i Egypten. Generalmajor sir John Maxwell, veteran fra Egypten og Sudan, var øverstkommanderende for styrken, der fortrinsvis var indisk, 42. britiske division, lokale enheder samt det australske og newzealandske korps. 30.000 af tropperne i Egypten bemandede forsvarsstillingerne langs kanalen. Osmannerne havde kun tre mulige veje at nå frem til kanalen: gennem den uvejsomme og vandfattige Sinai-halvø. En rute langs kysten, som bød på vand og brugbare spor, men indenfor britiske krigsskibes rækkevidde. En central rute fra Beersheba til Ismailia eller et sydligt spor mellem El Kossaima og Suez-kanalen. Den centrale rute blev valgt fordi den gav de osmanniske tropper de bedste veje, når kanalen først var krydset.

### Angrebsstyrken
Den bayerske oberst Kress von Kressenstein var udpeget til stabschef for 8. osmanniske korps i 4. osmanniske armé ved ankomsten fra Konstantinopel den 18. november 1914. 8. korps bestod af fem infanteridivisioner, 8., 10., 23., 25. og 27. med kontingenter af beduiner, drusere, kurdere, Mohadjir, tjerkessere fra Syrien og arabere. Disse muslimske kontingenter skulle anspore til oprør mod briterne i Egypten. I januar 1915 samlede Kress von Kressenstein's styrke 20.000 mand i det sydlige Palæstina med 9 batterier feltartilleri og 1 batteri 15 cm haubitser.
Denne styrke, som skulle krydse Sinai, bestod af 10. infanteridivision og et kavaleriregiment og de bedste af omkring 13.000 infanterister fra 23., 25. og 27. division samt omkring 1.500 arabere og 8 batterier feltartilleri. En anden kolonne med 12.000 infanterister fra 20. og 23. division fulgte. Det var planen, at en enkelt infanteridivision skulle erobre Ismailia og krydse kanalen, inden de blev forstærket af en anden infanteridivision, som skulle støttes på den østlige bred af yderligere to divisioner. En yderligere division skulle være klar til at forstærke brohovedet vest for Suez-kanalen.
Det Osmanniske Rige byggede en sidelinje fra Jaffa–Jerusalem jernbanen ved Ramla og sydpå til Sileh omkring 440 km fra Suez-kanalen i løbet af efteråret 1914. Den160 km lange strækning til Beersheba blev åbnet den 17. oktober 1915. I maj 1916 var den blevet forlænget til Hafir El Auja og sydpå over den egyptiske grænse så den næsten nåede til al-Arish i december 1916, da slaget ved Magdhaba blev udkæmpet. Tyske ingeniører ledede bygningen af kvaderstens broer og underføringer langs linjen, som blev bygget til hurtigt at kunne flytte store styrker over lange afstande og holde dem forsynet langt fra deres base.
Ethvert angreb på Suezkanalen ville have brug for artilleri og broslagningsudstyr, som skulle fragtes gennem ørkenen. To osmanniske divisioner med flere i reserve med kamel- og hesteenheder var klar til afgang midt i januar. Fremrykningen over Sinai tog 10 dage og blev observeret af engelske fly, selv om tyske fly udstationeret i Palæstina på skift støttede osmannerne og senere fløj bombetogter som støtte for hovedangrebet. Kress von Kressensteins styrke rykkede sydpå med jernbanen, fortsatte til fods via el Auja og medbragte jernpontoner til overgang og angreb på kanalen ved Serapeum og Tussum.
Den britiske styrke i Egypten vidste, at 10., 23. og 27. division var blevet samlet ved Beersheba. Den 11. januar var Nekhel besat af en lille osmannisk styrke. Den 13. januar 1915 erfarede briterne, at stærke kolonner var på vej gennem el Auja og El Arish. Den 25. januar blev det rapporteret, at et regiment nærmede sig Qantara. Dagen efter blev en styrke på 6.000 mand rapporteret 40 km øst for Lille Bittersø ved Moiya Harab, da forsvarere ved Qantara blev beskudt af den fremrykkende styrke. Den 27. januar blev vejen mellem El Arish og Qantara afbrudt 8 km mod øst og Baluchistan og Kubri posterne blev angrebet.
Styrken var rykket frem mod Suez-kanalen i tre kolonner. Hovedkolonnen langs den centrale rute mens mindre styrker fulgte den nordlige og den sydlige rute.
Den nordlige styrke på omkring 3.000 mand rykkede via Magdhaba til al-Arish og derpå langs den nordlige rute mod Port Said. Den centrale styrke på omkring 6.000-7.000 mand fulgte via vandcisterne ved Moiya Harab og brøndene ved Wady um Muksheib og Jifjafa mod Ismailia. Ismailia ligger halvvejs på Suez-kanalen og nær det vitale britiske jernbane og vandudstyr. Hovedstyrken marcherede fra Beersheba gennem El Auja og Ibni, mellem Maghara og Yelleg bjergene til Jifjafa og Ismailia. Den tredje styrke på omkring 3.000 mand rykkede via Nekhel sydpå mod byen Suez ved den sydlige ende af Suez-kanalen. Hovedstyrken blev angrebet af fly som kastede 20 punds bomber.
To mindre kolonner fra denne osmanniske styrke foretog flankeangreb den 26. og 27. januar 1915 nær Qantara i den nordlige sektor af Suez-kanalen og nær byen Suez i syd.

## Slaget
Fra den 31. januar forventede de britiske forsvarere et angreb, og den 1. februar var der mindst 2.500 infanterister 10 km øst for Serapeum med to kanoner, en anden styrke på 8.000 var ved Moiya Harab 50 km sydøst og en tredje styrke på 3.000 var ved Bir el Mahadat 16 km østnordøst for El Ferdan. Bag disse styrker var der "betydelige styrker" ved Bir el Abd 65 km fra kanalen, ved al-Arish og ved Nekhel.
Den osmanniske ekspeditionsstyrke bevægede sig kun om natten idet den troede, at den ikke var blevet opdaget, da spejdere havde set britiske officerer spille fodbold mens osmanniske styrker indrettede sig i en lejr 25 km øst for Suez-kanalen. Kress von Kressensteins Suez Ekspeditionsstyrke ankom ved kanalen den 2. februar og det lykkedes osmannerne at krydse kanalen ved Ismailia om morgenen den 3. februar 1915.
Den 2. februar gjorde små fremadrettede bevægelser det tydeligt, at angribernes hovedangreb ville komme i den centrale sektor nord eller syd for Timsah-søen, og det pansrede tog med 4 delinger newzealandsk infanteri forstærkede gurkhaernes post på kanalens østlige side. 22. (Lucknow) brigade fra Sektor II, 2nd Queen Victoria's Own Rajput Light Infantry og to delinger fra 128. pionerer fra reserven ved Moascar, 19. Lancashire batteri (fire 15-punds), 5. batteri egyptisk artilleri (fire bjergkanoner og to Maxim maskingeværer), to sektioner af 1. feltkompagni East Lancashire Royal Engineers og 137. indiske feltambulance var i stilling mellem Store Bittersø og Timsah-søen.

### 3. februar

#### Tussum og Serapeum
Grupper af mænd blev set i lyset fra månen omkring kl. 4.20 den 3. februar i færd med at flytte pontoner og flåder mod Suez-kanalen. De blev beskud af det egyptiske batteri og 62. punjab regiment sammen med 128. pionerer ved Post No. 5, hvilket stoppede de fleste forsøg på at få fartøjerne i vandet. Et yderligere forsøg langs en strækning på 2,5 km på at få pontoner og flåder til kanalen blev gjort lidt længere mod nord. Tre pontoner med tropper krydsede kanalen under dække af maskingevær og riffelild fra sandklitterne på den østlige bred. Da de gik i land på Vestbredden af kanalen blev alle tre bådfulde soldater angrebet og dræbt, såret eller taget til fange. Ved daggry var forsøget på et krydse kanalen i dette område slået helt fejl.
Ved daggry blev Tussum posten angrebet med støtte fra artilleri, som beskød de britiske stillinger. Krigsskibene i kanalen og handelsskibene, som lå for anker i Timsah-søen, HMS Hardinge og Requin obnede ild mod grupper af infanteri i ørkenen og en osmannisk skyttegrav 180 meter syd for Tussum posten blev beskudt fra siden med maskingeværer. En gruppe på omkring 350 osmanniske soldater, som besatte britiske dag-stillinger, som lå øst og syd for posten blev angrebet i løbet af dagen af 92. punjab. Omkring kl. 15.30 var stillingerne generobret med 287 døde, sårede eller fangne.
Klokken 6 blev et andet angreb sat i gang, denne gang et afledningsangreb nord for overgangsstedet. Angrebet blev stoppet af de forsvarende britiske tropper og beskydning fra de britiske og franske skibe i kanalen. Klokken 3 om natten var de osmanniske angreb slået fejl og døet ud, og en fuld tilbagetrækning blev gennemført. De tørstige osmanniske tropper trak sig tilbage til Beersheba, hvor de var fri for at blive generet af britiske styrker. 600 osmanniske soldater nåede over på den anden side kanalen, med de blev taget til fange.
Klokken 6.30 beordrede chefen for den 22. (Lucknow) brigade et modangreb som begyndte at trænge de osmanniske soldater i 73. og 75. regiment ud af deres skyttegrave og sandbanker syd for Tussum posten. To kompagnier af 2/10. Gurkha med maskingeværer rykkede fra Deversoir til Serapeum for at slutte sig til 2. Queen Victoria's Own Rajput Light Infantry hvor de krydsede kanalen med færge. To delinger af 2. Queen Victoria's Own Rajput Light Infantry og 2 delinger af 92. Punjabis fra posten til højre for dem begyndte at rykke op ad østbredden mod Tussum. Dette angreb fik de osmanniske soldater til at flygte fra høje og sandbakker inden en betydelig styrke bestående af 74. regiment (25. division) med 28. regiment (10. division) i hælene blev set 5 km mod nord støttet af to batterier artilleri. Under kraftigt modangreb med de to delinger af 2. Queen Victoria's Own Rajput Light Infantry og de to delinger fra 92. punjab stoppet og mistede deres ledende officer. De blev forstærket med 6 delinger fra 2/10. Gurkha og sammen med beskydning fra Requin, D'Entrecasteaux det pansrede tog Mansourah og slæbebåd 043 de sidste to bevæbnet med lette maskingeværer, bragte de det osmanniske modangreb til standsning omkring 1,1 km fra den britiske frontlinje.
Alle pontoner, som kunne have været blevet brugt i løbet af den kommende nat, blev ødelagt ved at skyde to granater fra en torpedobåds 3-punds kanon ind i hver ponton, og to, som ikke blev ramt, blev ødelagt med skydebomuld.

#### Ismailia færge posten
En anden osmannisk styrke, som rykkede frem fra sydøst, gik i stilling 700 meter fra kanalforsvaret, mens to af deres feltbatterier gik i aktion for at støtte infanteriangreb sammen med et 15 cm haubits batteri, som åbnede ild ude fra ørkenen. Haubitsen begyndte en præcis beskydning af Hardinge og ramte skibets antenne, forreste og agterste skorsten, forreste fyrrum, fordækket og styringen. Det tvang skibet til at trække sig udenfor skudvidde og kaste anker i Timsah-søen. Nu blev Requin i sin rolle som flydebatteri mål for den 15 cm haubits, som begyndte at forårsage skader, men kl. 8 blev placeringen af den osmanniske haubits bestemt til 9.200 meter borte. Skibets 27,4 cm tårnkanon blev indstillet til mellem 9.000 - 9.500 meter og ramte haubitsen med den tredje granat.
Infanterikampene var så¨godt som slut kl. 14 ved Serapeum og Tussum og kl. 15.30 nær Ismailia, mens artilleriet fortsatte med at skyde. 11. indiske division overtog kommandoen over fronten mellem Store Bittersø og Timsah-søen mens Swiftsure tog over fra Hardinge sammen med Ocean mens Hardinge erstattede Swiftsure ved Qantara. 7. og 8. bataljon fra den 2. australske brigade ankom til Ismailia i løbet af aftenen.
Mindre angreb blev gennemført, da der blev udvekslet skudsalver mellem små afdelinger ved El Kubri, El Ferdan mens Clio blev beskudt af to osmanniske feltkanoner kort efter kl. 9:. Skibet blev ramt to gange inden feltartilleriet blev sat ud af spillet kl. 10.30. Ved Qantara blev større angreb mellem kl. 5 og 6 mod forposter fra 89. punjab, der var udstyret med maskingeværer og rifler, stoppet af pigtrådsstillinger og kraftig beskydning. Her blev der taget 36 til fange og 20 døde blev fundet udenfor pigtråden mens andre døde og sårede blev båret væk af deres kammerater.
Det lykkedes ikke angrebene at overraske Imperial Service kavaleribrigaden og Bikanir kamelkorpset, som lå i garnison ved kanalen. Inderne stoppede von Kressensteins styrke i at etablere sig på vestsiden af kanalen og led tab på omkring 150 mand. Kun to tyrkiske kompagnier havde held til at krydse kanalen, resten af fortroppen opgav forsøg på at krydse kanalen, da briterne åbnede ild. Briterne samlede herefter tropper på stedet, hvilket gjorde en ny overgang umulig. Osmannerne holdt deres stillinger indtil om aftenen den 3. februar 1915, hvor den ledende officer beordrede tilbagetrækning. Retræten foregik "ordnet, først til en lejr 10 km øst for Ismailia".

### 4. februar
Om morgenen den 4. februar blev forsvarerne overrasket, over at den osmanniske styrke bortset fra nogle snigskytter var borte. To kompagnier af 92. punjab rykkede nordpå langs østbredden for at rydde området fra Serapeum posten til Tussum. En stærk bagtrop blev mødt kl. 8.40 da et kompagni fra hver af de 27., 62. punjab og 128. pionerer forstærkede deres angreb, hvor 298 blev taget til fange, heriblandt 52 sårede sammen med 3 maskingeværer. 59 blev fundet døde.
Ved middagstid den 4. februar rykkede Imperial Service kavaleribrigade, to infanteribataljoner og et indisk bjergbatteri ud fra Ismailiafærgeposten. Styrken så 3-4 regimenter 11 km nordøst for Tussum og længere mod nord yderligere en kolonne infanteri på vej mod øst. De vendte tilbage til brohovedet efter at have taget 25 til fange sammen med 70 kameler. Om morgenen næste dag observerede fly en koncentration af tropper øst for Bir Habeita, som blev bombarderet, mens en kolonne blev observeret mod nord mens den trak sig tilbage gennem Qatiya. Den 10. februar var den eneste osmanniske styrke i området ved Suezkanalen en styrke på 400 soldater ved Rigum.
Det britiske hovedkvarter vurderede de tyske og osmanniske tab til over 2.000, mens de britiske tab udgjorde 32 døde og 130 sårede. Den osmanniske Suez ekspeditionsstyrke led tab på omkring 1.500 mand, inkl. 716 tilfangetabne. Styrken havde været for enden af dens forsyningslinje da den nåede Suezkanalen. Denne storstilede rekognoscering viste staben i 4. osmanniske armé hvilke vanskeligheder der var i vente for senere ekspeditioner.
Muligheden for et britisk modangreb mod den osmanniske styrke kunne ikke udnyttes, selv om der var 70.000 tropper i Egypten på daværende tidspunkt. Kun de indiske infanteribrigader var færdigtrænede og den nødvendige infrastruktur til at få en stor styrke hurtigt over Suezkanalen var ikke til stede. De eneste beredne styrker, som var til rådighed var Imperial Service kavaleribrigaden og de 8 kompagnier i Birkanir kamelkorpset, men de var fordelt på stillingerne langs Suezkanalen og kunne i samles til en større styrke, som kunne angribe og fange de tre osmanniske divisioner.

## Efterspil
Den osmanniske arme beholdt fremskudte tropper og forposter på Sinai-halvøen på en linje mellem El Arish og Nekhel med styrker i Gaza og Beersheba. Kress von Kressenstein, Djemal Pashas tyske stabschef, ledede mobile enheder i en række angreb, som skulle forstyrre trafikken på Suez-kanalen. Da man nåede 21. september var der 30.000 tropper i omegnen af Beersheba.
I begyndelsen af marts blev Maxwell bedt om at forberede en styrke på omkring 30.000 australiere og newzealændere til operationer ved Dardanellerne. Landsætningerne ved Gallipoli den 25. april 1915 indledte slaget om Gallipoli, under hvilket Egypten var den nærmeste store forsyningsbase.

### Fodnoter
1. ↑  Kress von Kressenstein hævder at denne styrke forlod Beersheba i midten af januar i "to kolonner." [citeret fra Falls 1930 Vol. 1 p. 34]
2. ↑  Den eksakte størrelse på den osmanniske styrke, som Kress von Kressenstein førte over Sinai i januar 1915 er vanskelig at måle ud fra de tal som er givet. 50.000 blev til 25.000 så til 20.000 og til sidst til mellem 10-12.000. Kress von Kressenstein hævdede at styrken var på 20.000. [citeret i Falls 1930 Vol. 1 p. 34]

## Eksterne kilder
- Australian Light Horse Studies Centre Arkiveret 11. august 2011 hos  Wayback Machine
- Suez 1915